# Беренштейн, Ефим Павлович
Ефи́м Па́влович Беренште́йн (16 апреля 1957, Калининград — 4 января 2022, Тверь) — российский поэт, переводчик, литературовед, культуролог, педагог.

## Биография
Ефим Павлович Беренштейн родился 16 апреля 1957 г. в Калининграде. В семилетнем возрасте переехал с родителями в г. Калинин. Представитель знаменитой калининской (тверской) учёной династии. Его дед по материнской линии М. Л. Невский заведовал кафедрой ботаники естественно-географического факультета Калининского государственного педагогического института, отец, П. А. Беренштейн преподавал философию в Калининском политехническом институте, дядя, Е. А. Беренштейн заведовал кафедрой политэкономии в Калининском государственном университете.
В 1979 г. Е. П. Беренштейн окончил филологический факультет Калининского государственного университета. Преподавал литературу в школе, работал в Калининском государственном объединённом музее и в Институте усовершенствования учителей. В 1988 г. защитил кандидатскую диссертацию по филологии (тема: «Иннокентий Анненский и романтизм: вопросы метода и стиля»). С 1990 г. — доцент кафедры теории и истории культуры ТвГУ. Читал курсы лекций по истории мировой художественной культуры, истории философии, этике, эстетике, истории рок-музыки и др.
Автор более 150 научных работ о русском и европейском символизме и авангарде в литературе и живописи, а также о творчестве М. Ю. Лермонтова, О. Э. Мандельштама, Н. С. Гумилёва, В. С. Высоцкого, И. А. Бродского, С. Беккета и др.
На протяжении многих лет выступал с публичными лекциями о творчестве русских и зарубежных писателей в Тверской областной библиотеке имени Горького. Был удостоен Приза симпатий библиотекарей «За бескорыстное и плодотворное сотрудничество с Тверскими библиотеками» (2014).
Автор книги о малоизвестной странице биографии В. С. Высоцкого «„Но мне хочется верить…“ В. С. Высоцкий в Калинине».
Составитель и автор предисловия в полном собрании стихов и песен Михаила Круга «Чтобы навсегда меня запомнили…» (М.: Эксмо, 2010; второе издание — 2023).
Автор шести поэтических книг: «Вещи» (1997), «Ещё вещей» (2004), «Вещества» (2006), «Овеществлённость» (2011), «Вещение-вещание» (2017), «Вещальное» (2024) .
Печатался в различных альманахах и антологиях. Участник ряда фестивалей верлибра, проходивших в Москве и Петербурге. Член Российского союза профессиональных литераторов. В 2017 г. стал лауреатом ежегодной литературной премии имени Н. С. Гумилёва.
Перевёл с английского языка пятитомный труд Г. В. Вернадского «История России» (совместно с Б. Л. Губманом и О. В. Строгановой), прозу С. Беккета, Г. Р. Хаггарда, Л. Сутина и др., стихи Э. Мьюра, Р. Лоуэлла, Ф. Б. Лонга и пр..
Скончался от онкологического заболевания 4 января 2022 года. Похоронен на кладбище Дмитрово-Черкассы в Твери.

### Избранные статьи
- Типологические особенности поэтики И. Ф. Анненского // Миропонимание и творчество романтиков. Калинин, 1986. С. 97-109.
- «Я говорю за всех с такою силой…»: Мир поззии Осипа Мандельштама // Литература в школе. 1991. № 6. С. 31-45.
- Человек и время в художественном миропонимании О. Э. Мандельштама // Человек и культурно-историческая традиция. Тверь, 1991. С. 96-110.
- «Просветлённая страданьем красота»: Поэтический мир Иннокентия Анненского // Литература в школе. 1992. № 3/4. С. 14-22.
- Иннокентий Анненский: эстетика и эстетизм // Методологические и психолого-педагогические аспекты образования. Тверь, 1992. С. 81-86.
- Русский символизм: эстетика универсальности // Культура и ценности. Тверь, 1992. С. 132—141.
- Писание и служение // Гуманизм и культура: век ХХ. Тверь, 1993. С. 23-37.
- «…Поэт Божьей милостью»: Судьба и стихи Константина Бальмонта // Литература в школе. 1994. № 3. С. 11-21.
- Энергия равнодушия // Россия и Запад: Диалог культур. Тверь, 1994. С. 73-89.
- Художественный космос драматургии Сэмюэля Беккета // Романтизм: эстетика и творчество. Тверь, 1994. С. 137—145.
- Проблема Гоголя в эстетике Ин. Анненского // Лики культуры : Звучащие смыслы (альманах). М., 1996. С. 78-92.
- «Поэзия как волшебство» в системе эстетических представлений К. Д. Бальмонта // Константин Бальмонт, Марина Цветаева и художественные искания XX века. Иваново, 1996. Вып. 2. С. 37-43.
- Феномен культуры в осмыслении Н. С. Гумилёва // Проблемы романтизма в русской и зарубежной литературе. Тверь, 1996. С. 118—122.
- Иосиф Бродский: модусы грядущего // Горизонты культуры накануне XXI века. Тверь, 1997. С. 105—122.
- Концепция культуры Николая Гумилёва // Литературный текст: проблемы и методы исследования. Вып. 3. Тверь, 1997. С. 95-104.
- МЫ : NOI. (МЫринетти & Co : МЫяковский & Co) // Проблемы и методы исследования литературного текста. Тверь, 1997. С. 74-89.
- Авангард как жертва Даниила(у) Хармса(у) // Литературный текст: проблемы и методы исследования. Вып. 4. Тверь, 1998. С. 131—142.
- Типы культуры в пьесе Велимира Хлебникова «Маркиза Дэзес» // Драма и театр. Вып. 2. Тверь, 2001. С. 96-104.
- Власть — слово — звук в лингво-поэтической перспективе // Культура и история. Тверь, 2000. С. 23-36.
- Эстетика прекрасного Велимира Хлебникова // Философия и культура. Тверь, 2002. С. 58-75.
- Литературная «футуристическая» опера: Алексей Кручёных «Победа над солнцем» // Драма и театр. Вып. 3. Тверь, 2002. С. 199—218.
- Эстетика смерти Алексея Кручёных // Культура: семиотика, феноменология, телеология. Тверь, 2003. С. 67-79.
- Футуристическая щедринистика (Велимир Хлебников и Салтыков-Щедрин) // Русская словесность. 2004. № 3. С. 11-16.
- «Футуэрос» // Искусство поэтики — искусство поэзии: К 70-летию И. В. Фоменко. Тверь, 2007. C. 438—447.
- Алексей Кручёных: «собственный язык» // Лингвистика и поэтика: преодоление границ: Сб. науч. тр. памяти Н. А. Кожевниковой. М.; Тверь, 2008. C. 197—206.
- Генрих Сапгир и русский футуризм // Вестник Тверского государственного университета. Серия «Филология». 2011. Вып. 1. С. 99-104.
- Будетлянские словарики Велимира Хлебникова //Вестник Тверского государственного университета. Серия «Филология». 2014. Вып. 3. С. 20-26.Осип
- «Клаустрофобия» в художественном мире Лермонтова // Лермонтов и история. Великий Новгород; Тверь, 2014. С. 110—118.
- Метафизика «танатоса» у Хлебникова // Велимир Хлебников и русский авангард. М., 2015. С. 122—132.
- Мандельштам: Франция как религиозный объект // Репутация и идентичность в русской и французской культурах. Тверь, 2017. С. 49-59.
- «Кому сказать спасибо…» — «…ведь есть, наверно»: Мир без Бога в поэзии Владимира Высоцкого // Производство смысла: сб. ст. и материалов памяти И. В. Фоменко. Тверь, 2018. С. 505—518.
- «Ненужной раковины ложь». Концепт «лжи» в художественном мире Осипа Мандельштама // Неканоническая эстетика. Вып. 6: Все обманы мира: Ложь в литературе искусстве: Сб. статей. СПб.; Тверь: АЛЬФА-ПРЕСС , 2019. С. 176—180.
- «Почему же нельзя?», или Преодоление запретов в поэтическом творчестве В. С. Высоцкого // Все запреты мира: табу в литературе и искусстве. Тверь, 2020. С. 128—134.
- Осип Мандельштам: Франция как религиозный объект // Мир романтизма. Вып. 20 (44). Тверь, 2022. С. 36-46.